# قرار مجلس الأمن التابع للأمم المتحدة رقم 47
قرار مجلس الأمن التابع للأمم المتحدة رقم 47، الصادر بتاريخ 21 أبريل 1948 والذي يتعلق بحل النزاع في كشمير. بعد الاستماع إلى حجج من كل من الهند وباكستان، قام المجلس بزيادة حجم اللجنة التي أنشأها القرار رقم 39 إلى خمسة أعضاء (مع ممثلي الأرجنتين وبلجيكا وكولومبيا وتشيكوسلوفاكيا والولايات المتحدة ). لجنة الذهاب إلى شبه القارة الهندية ومساعدة حكومتي الهند وباكستان على استعادة السلام والنظام في المنطقة والاستعداد لإجراء استفتاء لتحديد مصير كشمير.
ثانياً، أوصى القرار بعملية من ثلاث خطوات لحل النزاع. في الخطوة الأولى، طُلب من باكستان سحب جميع مواطنيها الذين دخلوا كشمير من أجل القتال. في الخطوة الثانية، طُلب من الهند تخفيض قواتها تدريجياً إلى الحد الأدنى المطلوب للقانون والنظام. في الخطوة الثالثة، طُلب من الهند تعيين مدير استفتاء ترشحه الأمم المتحدة يقوم بإجراء استفتاء حر ونزيه.
اعتمد القرار فقرة بفقرة؛ لم يتم التصويت على القرار ككل.
وأبدت كل من الهند وباكستان اعتراضات على القرار. ومع ذلك، رحبوا بوساطة لجنة الأمم المتحدة. وقد قامت اللجنة، من خلال وساطة اللجنة، بتضخيم وتعديل قرار مجلس الأمن، باعتماد قرارين خاصين بها، قبلته كل من الهند وباكستان. بعد ذلك، تم التوصل إلى وقف لإطلاق النار من قبل اللجنة في بداية عام 1949. ومع ذلك، لم يتم التوصل إلى هدنة بسبب الخلافات حول عملية التجريد من السلاح. بعد جهود كبيرة، أعلنت اللجنة فشلها في ديسمبر 1949.

## خلفية

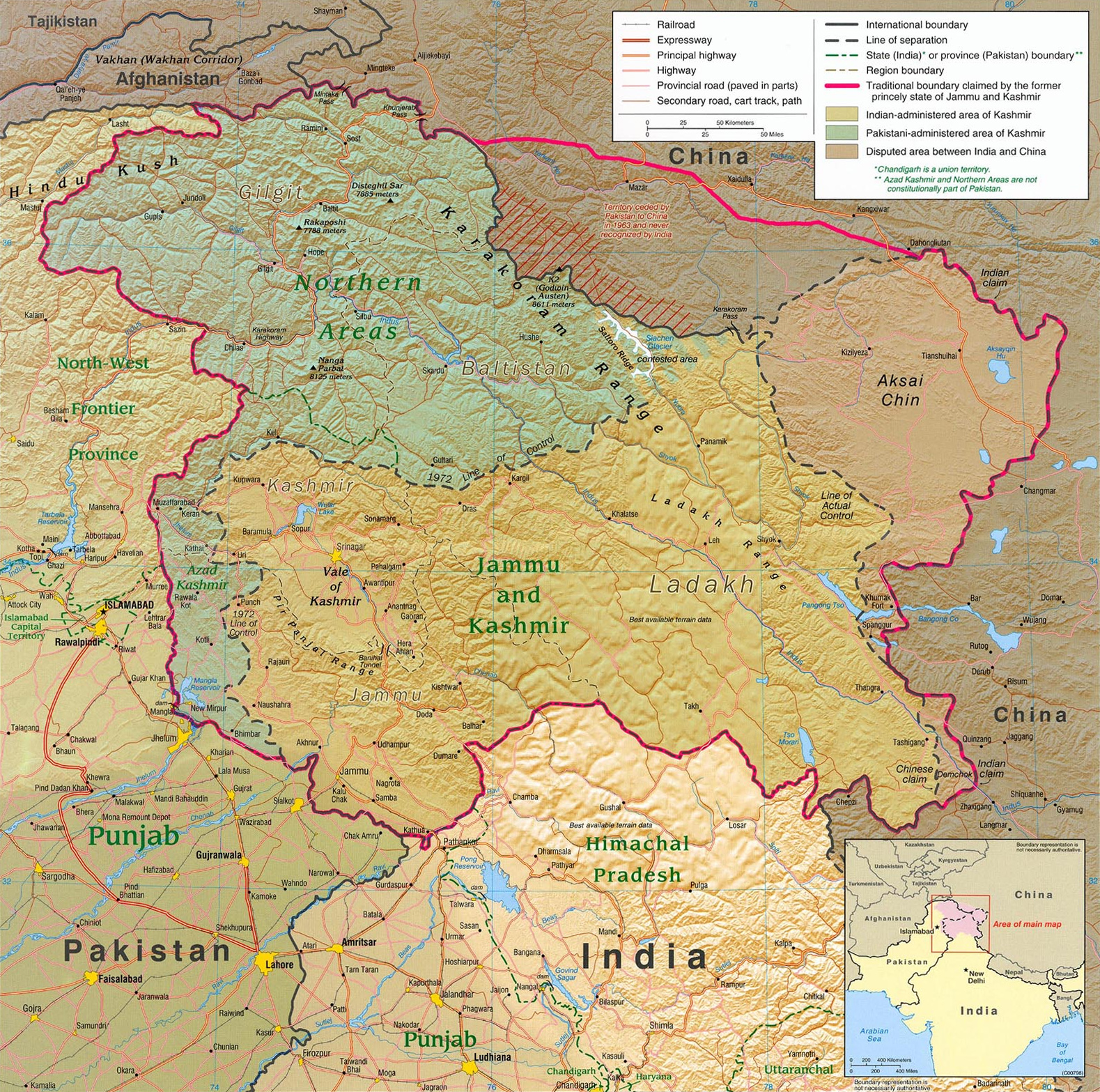
خريطة الولاية الأميرية السابقة جامو وكشمير

قبل عام 1947، كانت جامو وكشمير (كشمير) ولاية أميرية بموجب قانون بارامونتسي البريطاني، يحكمها مهراجا هندوسي. مع الاستقلال الوشيك للهند وباكستان، أعلن البريطانيون أن باراماونتسي البريطانية ستنتهي وأن حكام الولايات الأميرية مُنحوا خيار الانضمام إلى إحدى الدولتين الجديدتين (المسمى «الانضمام») أو البقاء مستقلين. اختار مهراجا جامو وكشمير أن يبقى مستقلاً، بالنظر إلى التركيبة العرقية والدينية المختلطة لسكان الولاية. 
بعد انتفاضة في المقاطعات الغربية للدولة وغزو مسلح من قبائل البشتون من باكستان، انضم المهراجا إلى الهند في 26 أكتوبر 1947. قامت الهند على الفور بنقل القوات إلى كشمير في اليوم التالي. تشير أدلة كبيرة استشهد بها العلماء منذ ذلك الحين إلى تواطؤ باكستان في التحريض على الغزو ودعمه. تلا ذلك حرب محدودة بين القوات الهندية والمغيرين الباكستانيين داخل حدود الدولة الأميرية.
في 1 يناير 1948، عرضت الهند الأمر على مجلس الأمن التابع للأمم المتحدة بموجب المادة 35 من ميثاق الأمم المتحدة، والتي تسمح للدول الأعضاء بلفت انتباه الأمم المتحدة إلى شؤون الأمم المتحدة التي تهدد السلام الدولي. وزعمت أن المواطنين الباكستانيين ورجال القبائل هاجموا جامو وكشمير، التي كانت أراضي هندية. وطلبت إلى مجلس الأمن منع باكستان من مواصلة أعمالها. وذكرت الهند أيضًا أنها على الرغم من عقد الانضمام القانوني للدولة، فإنها على استعداد لإجراء استفتاء لتأكيد رغبات الناس والالتزام بنتائجها. ورداً على ذلك، نفت باكستان ضلوعها في النزاع، وقدمت اتهامات مضادة تدعي أن الهند حصلت على انضمام الدولة عن طريق «الاحتيال والعنف» وأنها كانت تقوم بـ «إبادة جماعية» ضد المسلمين. 
في 20 يناير 1948، أصدر مجلس الأمن القرار رقم 39 بإنشاء لجنة من ثلاثة أعضاء للتحقيق في الشكاوى. لكن مثل هذه اللجنة لم تؤتي ثمارها حتى مايو 1948. في غضون ذلك، واصل مجلس الأمن مداولاته واستمرت الحرب أيضا.

## القرار 47
في 18 آذار / مارس، قدمت جمهورية الصين مشروع قرار جديد في ثلاثة أجزاء. تناول الجزء الأول استعادة السلام، وطالب باكستان بسحب رعاياها. تناول الجزء الثاني إجراء الاستفتاء لكي يختار شعب كشمير بين الهند وباكستان. طُلب من الهند إنشاء «إدارة استفتاء» يتم تعيين مديريها من قبل الأمين العام للأمم المتحدة ولكنهم سيعملون كمسؤولين في الدولة. تناول الجزء الثالث إنشاء إدارة مؤقتة للدولة تمثل جميع المجموعات السياسية الرئيسية في الدولة. 
خلال المناقشة اللاحقة، تم تعديل المشروع بشكل كبير، مع تقديم العديد من التنازلات لباكستان بتحريض من الوفد البريطاني. أعربت الهند عن انزعاجها من التعديلات. 

### القرار
كان القرار النهائي المعتمد من جزأين. الجزء الأول زاد من تعداد اللجنة إلى خمسة أعضاء وطلب منها أن تتجه إلى شبه القارة الهندية في الحال للتوسط بين الهند وباكستان. وتناول الجزء الثاني توصيات مجلس الأمن لاستعادة السلام وإجراء استفتاء. تضمن هذا ثلاث خطوات.  
- في الخطوة الأولى، طُلب من باكستان استخدام «أفضل مساعيها» لضمان انسحاب جميع رجال القبائل والمواطنين الباكستانيين، ووضع حد للقتال في الدولة.
- في الخطوة الثانية، طُلب من الهند أن «تخفض تدريجياً» قواتها إلى الحد الأدنى المطلوب للحفاظ على القانون والنظام. وضعت المبادئ التي يجب على الهند اتباعها في إدارة القانون والنظام بالتشاور مع اللجنة، باستخدام الموظفين المحليين إلى أقصى حد ممكن.
- في الخطوة الثالثة، طُلب من الهند التأكد من دعوة جميع الأحزاب السياسية الرئيسية للمشاركة في حكومة الولاية على المستوى الوزاري، وتشكيل حكومة ائتلافية بشكل أساسي. يجب على الهند بعد ذلك تعيين مدير استفتاء ترشحه الأمم المتحدة، والذي سيكون له مجموعة من السلطات بما في ذلك السلطات للتعامل مع البلدين وضمان استفتاء حر ونزيه. كان من المقرر اتخاذ إجراءات لضمان عودة اللاجئين، والإفراج عن جميع السجناء السياسيين، ومن أجل الحرية السياسية.

تمت الموافقة على القرار بتسعة أصوات. امتنع الاتحاد السوفياتي وأوكرانيا. 

### التعليق
صدر القرار بموجب الفصل السادس من ميثاق الأمم المتحدة (المكرس لـ «التسوية السلمية للنزاعات»). ولم تتكون من توجيهات للأطراف، بل «توصيات». وصرح الدبلوماسي السابق في الأمم المتحدة جوزيف كوربل أن هذا يربط الأطراف «أخلاقيا» وليس «من الناحية القانونية». الحل النهائي للصراع يقع على عاتق حكومتي الهند وباكستان ويعتمد على حسن نواياهما. 
امتنع مجلس الأمن عن التحيز في النزاع. لم يدين باكستان باعتبارها المعتدي، كما طلبت الهند. كما أنها لم تتطرق إلى الجوانب القانونية لانضمام جامو وكشمير. ويذكر كوربيل أنه كان يمكن لمجلس الأمن أن يطلب من محكمة العدل الدولية إصدار فتوى بشأن المسائل القانونية. ولو تم ذلك، لكان مجلس الأمن في وضع أقوى لإعلان أن أحد الطرفين كان على خطأ، وكان من السهل معالجة النزاع. 
في هذه الحالة، كان نهج مجلس الأمن «خجولاً» في رأي كوربل. لم يكن تقييمه للنزاع في كشمير واقعيًا كما تم اكتشافه قريبًا مع المناقشات المطولة، والمشاحنات التي لا نهاية لها، وتأجيل المداولات. مع مرور الوقت، نمت التوترات والانقسامات السياسية في كشمير وأصبح حل الاستفتاء أكثر صعوبة. 
كما شارك السفير الأمريكي في الأمم المتحدة وارن ر. أوستن الرأي. كان يعتقد أن القرار، وكذلك القرارات التي تلت ذلك، غير واقعية وغير فعالة. لقد اعتمدوا على حسن نية الهند وباكستان في التعاون مع مجلس الأمن وفشلا في منحها السلطة لفرض العقوبات. وكانت سفارتا الولايات المتحدة في الهند وباكستان محبطتين بنفس القدر. 
من الواضح أن مجلس الأمن نظر إلى المشكلة على أنها نزاع سياسي في المقام الأول بدلاً من النظر إلى أسسها القانونية، ولا سيما ما إذا كان انضمام كشمير إلى الهند صحيحًا.  افترض ضمنياً أن الانضمام صحيح ولكنه غير مكتمل، بشرط تصديق شعب الدولة عليه. وهكذا طلب من المواطنين الباكستانيين الانسحاب في المقام الأول لكنه رأى أن الاستفتاء هو الحل النهائي.  يؤكد الخبير القانوني سوماتي سوبيا أن طريقة التعامل مع الموقف كنزاع سياسي بدلاً من الالتزامات القانونية أثبتت أنها أضعف من أن تجبر الهند وباكستان على التوصل إلى حل نهائي. 

### استقبال
أثارت كل من الهند وباكستان اعتراضات على القرار 47. 
اعترضت الهند في المقام الأول على أن القرار وضع الهند وباكستان على قدم المساواة، متجاهلاً شكوى العدوان الباكستاني وانضمام كشمير القانوني إلى الهند. ثانياً، اعترضت على عدم السماح لها بالاحتفاظ بقوات في الدولة للدفاع عنها. كما شعرت أن شرط وجود حكومة ائتلافية سيضع الشيخ عبد الله، الذي كان آنذاك رئيس وزراء كشمير، في وضع مستحيل. وقالت إن السلطات المخولة لمدير الاستفتاء واسعة للغاية وتقوض سيادة الدولة. ورأت أن النص على عودة جميع اللاجئين غير واقعي. وأخيرًا، أرادت الهند استبعاد باكستان من إجراء الاستفتاء. 
واعترضت باكستان على الاحتفاظ بالقوات الهندية في كشمير، حتى عند الحد الأدنى الذي يسمح به القرار. أرادت تمثيلاً متساوياً في حكومة الدولة للمؤتمر الإسلامي، الحزب المهيمن في كشمير التي تسيطر عليها باكستان.  شعرت الدوائر الحكومية الباكستانية أن مداولات مجلس الأمن كانت مواتية لباكستان ولكن تم تعديل المقترحات النهائية من قبل الولايات المتحدة وبريطانيا «لتهدئة» الهند. تعرضت بريطانيا لانتقادات خاصة. 
ورحب الجانبان بلجنة الأمم المتحدة واتفقا على العمل معها. 

## لجنة الأمم المتحدة
وتتألف لجنة الأمم المتحدة الخماسية للهند وباكستان من ممثلين عن تشيكوسلوفاكيا (جوزيف كوربل) والأرجنتين (ريكاردو سيري) وبلجيكا (إيغبرت جريف) وكولومبيا (ألفريدو لوزانو) والولايات المتحدة (جيروم كلاار هودل). وترأس الأمانة إريك كولبان، السفير النرويجي لدى المملكة المتحدة، مع كويكر البريطاني ريتشارد سيموندز بصفته سكرتير كولبان.
تشير المصادر إلى أن الأجواء السياسية في كل من الهند وباكستان كانت معادية للجنة عند وصولها إلى شبه القارة الهندية في يوليو 1948.

### وقف إطلاق النار (1948)
ولدى وصولها إلى كراتشي، أبلغت باكستان اللجنة أن ثلاثة ألوية من قواتها النظامية كانت تقاتل في كشمير منذ مايو، والتي وصفها جوزيف كوربل بأنها «قنبلة».  في نيودلهي، أكدت الهند أنها تولي أهمية قصوى لإعلان ذنب باكستان.  استمر القتال في كشمير بلا هوادة واعترفت اللجنة بأن حكومة الشيخ عبد الله في جامو وكشمير وحكومة آزاد كشمير في مظفر آباد قد انخرطت في صراع لا يمكن التوفيق بينهما. 
في 13 أغسطس 1948، بعد مناقشات مع كلتا الحكومتين، تبنت اللجنة بالإجماع قرارًا من ثلاثة أجزاء، يعدل ويضخم قرار الأمم المتحدة رقم 47. 
- تناول الجزء الأول وقف إطلاق النار، داعياً إلى وقف كامل للأعمال العدائية.
- الجزء الثاني تناول اتفاق الهدنة. وطالب بانسحاب كامل للقوات الباكستانية المقاتلة، بما في ذلك الجيش والقبائل والمواطنين الباكستانيين الآخرين، وذكرت أن الأراضي التي تم إخلاؤها ستديرها السلطات المحلية تحت مراقبة اللجنة. بعد الانسحاب الباكستاني، كان من المتوقع أن تسحب الهند «الجزء الأكبر من قواتها» مما يقللها إلى الحد الأدنى المطلوب للحفاظ على القانون والنظام.
- وذكر الجزء الثالث أنه بعد قبول اتفاق الهدنة، سيدخل البلدان في مشاورات مع اللجنة من أجل تسوية مستقبل الدولة وفق إرادة الشعب. [9]

كان لهيكل القرار أهمية بالنسبة للهند. وقد اعترف الهيكل المكون من ثلاثة أجزاء ضمنيًا بـ «عدوان» باكستان من خلال جعل اتفاقية الهدنة تسبق التشاور بشأن مستقبل الدولة. علاوة على ذلك، لم يتم ذكر الاستفتاء، مما سمح بسبل ممكنة أخرى لتحديد إرادة الشعب، مثل انتخاب جمعية تأسيسية. وتخشى الهند أن يؤدي الاستفتاء إلى إثارة المشاعر الدينية وإطلاق «قوى التخريب». 
وبينما قبلت الهند قرار اللجنة، أرفقت باكستان الكثير من التحفظات التي تعتقد اللجنة أنه «يعادل الرفض».  اعتقدت اللجنة أن انشغال باكستان الرئيسي كان ضمان إجراء استفتاء حر ونزيه بعد توقف القتال.  ثم طورت ملحقًا لقرارها الصادر في أغسطس والذي يحدد مقترحات إدارة الاستفتاء. وحدد مهام مدير الاستفتاء الذي سيقرر، من بين أمور أخرى، التخلص النهائي من القوات الهندية وقوات أزاد كشمير.  اعترضت الهند على أنه طُلب منها تقديم المزيد من التنازلات على الرغم من أن باكستان لم تقبل باتفاقية الهدنة. سعت وحصلت على العديد من التأكيدات، بما في ذلك الاتفاق على أنها لن تكون ملزمة بالاستفتاء إذا لم تنفذ باكستان الجزأين الأولين من قرار أغسطس؛  والتأكيد على أن قوات أزاد كشمير سيتم حلها قبل الاستفتاء.  
على الرغم من التحفظات والأسئلة والمعارضين، وافقت الحكومتان أخيرًا على المقترحات، مما أدى إلى وقف إطلاق النار في كشمير في 1 يناير 1949.  أدرجت اللجنة الملحق في قرار جديد تمت الموافقة عليه في 5 يناير 1949.

### هدنة مراوغة (1949)
عادت اللجنة إلى شبه القارة الهندية في فبراير 1949 لتنفيذ شروط وقف إطلاق النار، ووضع اتفاق هدنة والتحضير لإجراء استفتاء. ويقول كوربيل إن اللجنة واجهت «صعوبات هائلة».  
أصرت الهند على حل «قوات آزاد» ك «شرط أساسي» قبل الاستفتاء، الذي جاء، حسب كوربل، بمثابة «هزة» للجنة.  تم الاتفاق على هذا بالفعل في الجولة السابقة.  ولكن يبدو أن الهند تقدمت في الجدول الزمني.  تتكون ما يسمى بقوات أزاد من الجنود المسرحين للجيش الهندي البريطاني الذين ينتمون إلى مقاطعتي بونش وميربور. لقد قاموا بالتمرد ضد مهراجا جامو وكشمير قبل الغزو القبلي. بعد الغزو، نظمت باكستان الجنود في 32 كتيبة من قوة عسكرية خطيرة واستخدمتهم لمحاربة القوات الهندية. خلال محادثات الهدنة، أصرت باكستان على التوازن بين قوات أزاد وقوات الدولة، وطالبت بالسماح لباكستان بتدريب قوات أزاد على اتخاذ المواقع التي ستخليها القوات الباكستانية. أدى هذا بالهنود إلى استنتاج أن باكستان كانت تخطط لاستئناف القتال بمجرد بدء الانسحاب الهندي. وهكذا طالبوا بضرورة حل قوات أزاد خلال مرحلة الهدنة نفسها. ورفضت باكستان طلب الحل، وأصرت على التكافؤ بين أزاد وقوات الدولة. كما أعربت باكستان عن رغبتها في رؤية الخطط التفصيلية للانسحاب الهندي وأصرت على ضرورة «تزامنها» مع الانسحاب الباكستاني.  
بعد جولات متعددة من المقترحات بشأن نزع السلاح، والتي رفضتها كل من الهند وباكستان، اقترحت اللجنة التحكيم. قبلت باكستان اقتراح التحكيم، لكن الهند رفضته، قائلة إنه ليس مسألة تتعلق بالتحكيم بل «قرار مؤكد وفوري». كان موقف الهند أنه لا يمكن التمييز بين الجيش الباكستاني وقوات أزاد. واعترفت اللجنة بأن قوات أزاد لديها الآن قوة غيرت الوضع العسكري وجعلت الانسحاب الهندي كما هو متوخى في القرار الأصلي صعبًا.  
نشأت صعوبة أخرى فيما يتعلق بـ «المناطق الشمالية» (في الوقت الحاضر جيلجيت-بالتستان). وطالبت الهند، عند الانسحاب الباكستاني، بإعادة هذه المناطق إلى حكومة جامو وكشمير، ويجب السماح للهند بالدفاع عن حدودها. واعترفت اللجنة بالأساس القانوني للمطلب الهندي لكنها تخشى أن يتسبب في تجدد القتال بين القوات الهندية والقوات المحلية. واقترحت أن تخضع المناطق «للسلطات المحلية» تحت إشراف المفوضية، ولن يتم إرسال القوات الهندية إلا إذا أبلغها مراقبو الأمم المتحدة بضرورتها. وقد رفضت كل من الهند وباكستان هذا الحل الوسط. 
وأعلنت اللجنة فشلها وقدمت تقريرها النهائي إلى مجلس الأمن في 9 ديسمبر 1949. وأوصت باستبدال اللجنة بوسيط واحد. اعتبار مشكلة التجريد من السلاح ككل بدون التسلسل المطلوب لقرار أغسطس؛ أن يكون لممثلي الأمم المتحدة السلطة لتسوية القضايا عن طريق التحكيم. قدم مندوب جمهورية التشيك تقريراً عن الأقلية جاء فيه أن إعلان فشل اللجنة سابق لأوانه، وأن مشكلة قوات أزاد قد تم التقليل من شأنها، وأن المناطق الشمالية لم تحظ بالاهتمام الكافي. 

## العواقب
طلب مجلس الأمن من مندوبه الكندي الجنرال أ. ج. ماكنوتون، التشاور بشكل غير رسمي مع الهند وباكستان حول خطة نزع السلاح. في سياق مناقشته، في 22 ديسمبر 1949، اقترح ماكنوتون أن يتم تخفيض كل من القوات الباكستانية والهندية إلى الحد الأدنى، يليه حل كل من قوات أزاد وقوات الدولة. اقترحت الهند تعديلين بعيد المدى، في الواقع رفضت مقترحات ماكنوتون. تمثل مقترحات ماكنوتون اختلافًا مهمًا عن تلك الواردة في قرارات اللجنة الخماسية من حيث أنها لم تميز بين الهند وباكستان. كانت الهند تنفر من هذه المعادلة.  
على الرغم من اعتراض الهند الواضح، اعتمد مجلس الأمن مقترحات ماكنوتون في القرار 80 وعين وسيطًا. كما انتهت الوساطة بالفشل.
في عام 1972، بعد الحرب الهندية الباكستانية عام 1971، وقعت الهند وباكستان على اتفاقية سيملا، واتفقتا على حل جميع خلافاتهما من خلال المفاوضات الثنائية. ومنذ ذلك الحين، دعمت الولايات المتحدة والمملكة المتحدة ومعظم الحكومات الغربية هذا النهج.  
وفي عام 2001، أوضح الأمين العام للأمم المتحدة آنذاك، كوفي عنان، أثناء زيارته للهند وباكستان، أن قرارات كشمير ليست سوى توصيات استشارية ولا ينبغي مقارنتها بقرارات تيمور الشرقية والعراق.
في عام 2003، أعلن الرئيس الباكستاني آنذاك برويز مشرف أن باكستان مستعدة «لترك جانبا» الطلب على قرارات الأمم المتحدة واستكشاف خيارات ثنائية بديلة لحل النزاع.

## فهرس
- Bose، Sumantra (2003)، Kashmir: Roots of Conflict, Paths to Peace، Harvard University Press، ISBN:978-0-674-01173-1، مؤرشف من الأصل في 2025-02-25
- Das Gupta، Jyoti Bhusan (2012)، Jammu and Kashmir، Springer، ISBN:978-94-011-9231-6، مؤرشف من الأصل في 2023-09-26
- Korbel، Josef (مايو 1949)، "The Kashmir Dispute and the United Nations"، International Organization، ج. 3، ص. 278–287، DOI:10.1017/s0020818300020610، JSTOR:2703744
- Korbel، Josef (1953)، "The Kashmir dispute after six years"، International Organization، ج. 7، ص. 498–510، DOI:10.1017/s0020818300007256، JSTOR:2704850
- Korbel، Josef (1966) [first published 1954]، Danger in Kashmir، Princeton University Press، ISBN:9781400875238، مؤرشف من الأصل في 2023-11-01
- Raghavan، Srinath (2010)، War and Peace in Modern India: A Strategic History of the Nehru Years، Palgrave Macmillan، ISBN:978-1-137-00737-7، مؤرشف من الأصل في 2021-10-24
- Schaffer، Howard B. (2009)، The Limits of Influence: America's Role in Kashmir، Brookings Institution Press، ISBN:978-0-8157-0370-9، مؤرشف من الأصل في 2025-03-08
- Subbiah، Sumathi (2004)، "Security Council Mediation and the Kashmir Dispute: Reflections on Its Failures and Possibilities for Renewal"، Boston College International and Comparative Law Review، ج. 27، مؤرشف من الأصل في 2022-04-21
- UNCIP (22 نوفمبر 1948)، First Interim Report of the UNCIP (S/1100) (PDF)، United Nations Digital Library، اطلع عليه بتاريخ 2019-08-10
- UNCIP (10 يناير 1949)، Second Interim Report of the UNCIP (S/1196) (PDF)، United Nations Digital Library، اطلع عليه بتاريخ 2019-08-10
- UNCIP (9 ديسمبر 1949)، Third Interim Report of the UNCIP (S/1430) (PDF)، United Nations Digital Library، اطلع عليه بتاريخ 2019-08-10

## روابط خارجية
- نص القرار في undocs.org
- S / 995: قرار UNCIP المؤرخ 13 أغسطس 1948 ، مكتبة الأمم المتحدة الرقمية، تم استرجاعه في 10 أغسطس 2019.
- وزير الدولة في سفارة الهند ، ٢٦ مارس ١٩٤٩ ، العلاقات الخارجية للولايات المتحدة ، ١٩٤٩ ، الشرق الأدنى وجنوب آسيا وأفريقيا ، المجلد السادس ، وزارة الخارجية الأمريكية.
- المنظور الباكستاني بشأن قرار الأمم المتحدة نسخة محفوظة 8 أغسطس 2019 على موقع واي باك مشين. ، بعثة باكستان لدى الأمم المتحدة.